# 小行星1659
小行星1659（1659 Punkaharju）是一颗围绕太阳公转的小行星。1940年12月28日，爾約·維薩拉在图尔库发现了此天体。
該小行星以芬蘭的城市蓬卡哈爾尤命名。
这颗小行星的绝对星等为35.26222等。